# Kenji Fukuda
Kenji Fukuda (født 21. oktober 1977) er en tidligere japansk fodboldspiller.
Han har spillet for flere forskellige klubber i sin karriere, herunder Nagoya Grampus Eight og FC Tokyo.